# Monumento 1 de San Martín Pajapan

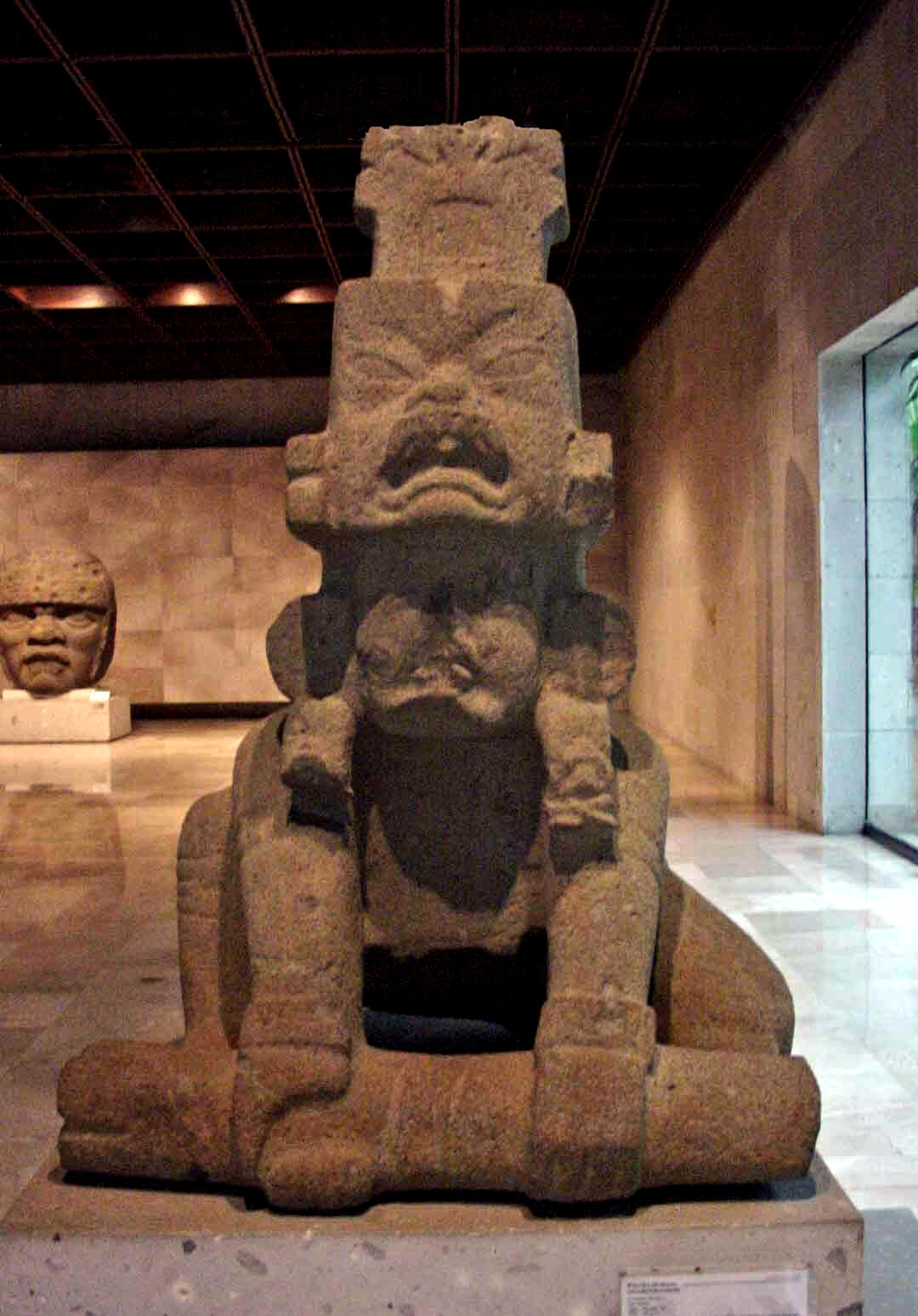
Nem toda a arte monumetal olmeca estava associada a cidades ou aldeias - o monumento 1 de San Martín Pajapan foi descoberto no cimo de um vulcão dormente.

O Monumento 1 de San Martín Pajapan é uma grande escultura de basalto olmeca encontrada no cume do vulcão San Martín Pajapan, nos Montes Tuxtlas do estado mexicano de Veracruz. É notável pela sua localização original e pela sua iconografia olmeca.

## Descrição
Provavelmente esculpida durante os período formativo inicial, antes de 1000 a.C., a estátua de 1,4 metros de altura mostra um jovem senhor agachado. Apanhado no acto de levantar uma grande barra cerimonial, a sua mão direita encontra-se sob uma das extremidades e a esquerda sobre a outra. Pensa-se que esta pose, quase idêntica à dos "gémeos" de El Azuzul, representa um governante ou xamã (ou ambos) durante o ritual de levantar a Árvore do Mundo Mesoamericana ou axis mundi, um acto que estabelece o centro do mundo e que liga o plano terreno com os mundos acima e abaixo.
O jovem senhor enverga um enorme toucado, cuja frente está coberta com o que parece ser uma máscara. A máscara mostra a cabeça dividida, os olhos amendoados, e a característica boca voltada para baixo do jaguar-homem sobrenatural, implicando que o humano havia-se tornado, ou agia sob a autoridade e/ou protecção do sobrenatural.
Para trás ao longo dos lados do toucado fluem plumas. Da sua parte superior, rebenta vegetação - talvez milho. A máscara foi identificada com sendo do deus da chuva olmeca e a iconografia e localização da estátua reflectem a generalizada crença mesoamericana nas montanhas como habitações dos deuses.

## Descoberta arqueológica

Localização original do Monumento 1 de San Martín de Pajapan no contexto da área nuclear olmeca.

A escultura foi inicialmente identificada pelo topógrafo Ismael Loya em 1897 e redescoberta por Frans Blom e Oliver La Farge na sua expedição de 1925. Situada numa plataforma na sela entre os dois picos mais altos da orla da cratera do vulcão, foi encontrada rodeada de oferendas de vasilhas partidas, oferendas de jade, e numerosos outros objectos, datando desde tempos antigos até ao século XX, indicando que havia sido objecto de veneração durante milénios. Estas oferendas e a própria estátua serviram para identificar o cume de San Martín Pajapan como uma paisagem sagrada.
Em 1929, Marshall Seville do Museum of the American Indian de Nova Iorque, associou a estátua com outros artefactos em várias colecções, baseando-se em semelhanças estilísticas e numa iconografia comum. Uma vez que era inverosímil que a estátua tivesse sido movida após a sua colocação original, Seville propôs que este estilo artístico "olmeca" tinha tido origem no sul de Veracruz.
Encontra-se actualmente em exposição no Museo de Antropologia de Xalapa em Veracruz.